# Astrild-caille à lunettes
Ortygospiza atricollis
Espèce
Statut de conservation UICN

 LC  : Préoccupation mineure
L'Astrild-caille à lunettes (Ortygospiza atricollis) est une espèce de passereaux appartenant à la famille des Estrildidae.

## Taxinomie
Cette espèce a un temps été séparée en trois espèces. Ortygospiza fuscocrissa (cinq sous-espèces) et Ortygospiza gabonensis (trois) étaient alors reconnues comme espèces distinctes par le Congrès ornithologique international (COI) et Clements (2013). Howard & Moore ne reconnaissaient que O. gabonensis. En 2013, s'appuyant sur les travaux de Payne & Sorenson (2007), le COI replace ces deux espèces dans l'espèce Ortygospiza atricollis. O. gabonensis était connue sous le nom normalisé CINFO de Astrild-caille à gorge noire.

### Sous-espèces
D'après le Congrès ornithologique international, cette espèce est constituée des trois sous-espèces suivantes (ordre phylogénique) :
- Ortygospiza atricollis atricollis  (Vieillot, 1817) ;
- Ortygospiza atricollis ansorgei  Ogilvie-Grant, 1910 ;
- Ortygospiza atricollis ugandae  van Someren, 1921 ;
- Ortygospiza atricollis fuscocrissa  Heuglin, 1863 ;
- Ortygospiza atricollis muelleri  Zedlitz, 1911 ;
- Ortygospiza atricollis smithersi  Benson, 1955 ;
- Ortygospiza atricollis pallida  Roberts, 1932 ;
- Ortygospiza atricollis digressa  Clancey, 1958 ;
- Ortygospiza atricollis gabonensis  Lynes, 1914 ;
- Ortygospiza atricollis fuscata  W.L. Sclater, 1932 ;
- Ortygospiza atricollis dorsostriata  van Someren, 1921.